# 誤殺瞞天記
《誤殺瞞天記》（英語：Drishyam）是一部2015年印度印地语犯罪惊悚片，翻拍自马拉雅拉姆语電影《較量》（2013年）。本片由尼西康特·卡馬特執導，烏潘卓·西達伊編劇，主演陣容包括阿賈耶·德烏干、塔布、絲莉婭·紗蘭、伊希塔·杜塔、姆魯納爾·亞達夫（Mrunal Jadhav）和雷傑特·卡浦爾。電影讲述了維傑（Vijay，德烏干飾演）的女儿误杀了警务督察的儿子后，維傑利用自己从电影里学到的知识与警务督察较量的故事。
本片2015年7月31日在印度上映，票房成功。續集為2022年上映的《誤殺瞞天記2》。

## 演員
- 阿賈耶·德烏干飾演維傑·薩爾岡卡（Vijay Salgaonkar）
- 塔布飾演警務督察梅拉·德什穆克（Inspector General Meera Deshmukh）
- 絲莉婭·紗蘭飾演南迪尼·薩爾岡卡（Nandini Salgaonkar）
- 伊希塔·杜塔（英语：Ishita Dutta）飾演安朱·薩爾岡卡（Anju Salgaonkar）
- 姆魯納爾·亞達夫（Mrunal Jadhav）飾演阿努·薩爾岡卡（Anu Salgaonkar）
- 雷傑特·卡浦爾（英语：Rajat Kapoor）飾演馬赫什·德什穆克（Mahesh Deshmukh）
- 康姆許·薩旺特（英语：Kamlesh Sawant）飾演副督察拉克斯米坎特·蓋通德（Sub Inspector Laxmikant Gaitonde）
- 普瑞達默·巴拉布（英语：Prathamesh Parab）飾演何塞（Jose）
- 瑞沙伯·查達（英语：Rishab Chadha）飾演薩米爾·「薩姆」·德什穆克（Sameer "Sam" Deshmukh）